# Molophilus (Molophilus) dobrotworskyi
Molophilus (Molophilus) dobrotworskyi is een tweevleugelige uit de familie steltmuggen (Limoniidae). De soort komt voor in het Australaziatisch gebied.